# Rebecca Zlotowski
Rebecca Zlotowski (París, 21 de abril de 1980) es una cineasta francesa. Su segundo largometraje, Grand Central, una historia de amor que explora el romance entre los trabajadores de una planta nuclear, ganó el premio François Chalais en la sección Un Certain Regard en el Festival de Cannes de 2013.

## Filmografía

### Cine y televisión
| Año  | Título               | Créditos  | Créditos  | Notas               |
| Año  | Título               | Directora | Guionista | Notas               |
| ---- | -------------------- | --------- | --------- | ------------------- |
| 2006 | Dans le rang         |           | Sí        | Corto               |
| 2006 | Les Garçons          |           | Sí        | Corto               |
| 2007 | Dans l'œil           |           | Sí        | Corto               |
| 2007 | Parcours d'obstacles |           | Sí        | Corto               |
| 2009 | Just for Sex         |           | Sí        | Corto               |
| 2010 | Belle Épine          | Sí        | Sí        |                     |
| 2011 | Jimmy Rivière        |           | Sí        |                     |
| 2013 | Grand Central        | Sí        | Sí        |                     |
| 2013 | You and the Night    |           | Sí        |                     |
| 2015 | Despite the Night    |           | Sí        | Coescritora         |
| 2016 | Planetarium          | Sí        | Sí        |                     |
| 2019 | Una chica fácil      | Sí        | Sí        |                     |
| 2019 | Les Sauvages         | Sí        | Sí        | Serie de televisión |

## Premios y distinciones
Festival Internacional de Cine de Cannes
| Año  | Categoría                                    | Película      | Resultado |
| ---- | -------------------------------------------- | ------------- | --------- |
| 2013 | Premio François Chalais                      | Grand Central | Ganadora  |
| 2019 | Premio SACD al mejor film en lengua francesa | An Easy Girl  | Ganadora  |